# نهر جاي داقوق
نهر جاي داقوق أو نهر طاووق صو هو أحد الأنهار القصيرة في العراق واحد منابع نهر «العظيم» يخترق محافظة كركوك من وسطها، وسُمّيت طرف القلعة أي الجانب الشرقي بـ«بيوك ياخا» أي الصوب الكبير والطرف الثاني أي الجانب الغربي بـ«القورية» أي الصوب الصغير ومعظم أجزاء منابع نهر خاصة صو يقع في مرتفعات منطقة شوان وجمجمال وبعد مروره بناحية تازة خورماتو يستمر جنوباً نحو الجنوب الغربي ويلتقى بمجرى نهر العظيم الرئيسي قرب جبال حمرين شرق العراق، ومن أهم خصائص هذا الرافد أنه فصلي في جريانه حيث تنقطع مياهه في فصل الصيف الجاف وبعد أن يجري هذا الرافد في المنطقة الجبلية والمتموجة يصب في نهر دجلة جنوب مدينة بلد.